# Voetbalkampioenschap van Indonesië
Sinds 1931 wordt gestreden om het voetbalkampioenschap van Indonesië. Het kampioenschap is niet consistent en werd ook periodes niet gespeeld.

## Geschiedenis
Nationale voetbalcompetities hebben in Indonesië bestaan sinds de koloniale tijd en na de Indonesische onafhankelijkheid zijn er meerdere systemen geweest van nationale competities voor amateurs en later voor semiprofs. Terwijl de Nederlandsch-Indische Voetbal Unie kampioenschappen organiseerde voor voetbalclubs in Nederlands-Indië, organiseerde de PSSI destijds als inheemse voetbalbond tussen 1930 en 1950 Inlandsche Stedenwedstrĳden om de kampioen van Indonesië aan te wijzen. Sinds de onafhankelijkheid van Indonesië werd de PSSI de officiële voetbalbond van Indonesië.
De nationale voetbalbond PSSI stichtte in 1994 de professionele voetbalcompetitie Divisi Utama (of Premier Division) als hoogste afdeling voor Indonesische clubs.
Om het Indonesische voetbal verder te professionaliseren werd er in 2008 een nieuwe hogere afdeling opgericht, de Indonesia Super League. De Super League was echter vergeven van corruptie, vele conflicten en vreemde verwikkelingen. Scheidsrechters gaven zomaar rode kaarten en strafschoppen, lieten onbepaald blessuretijd spelen en er waren eveneens geruchten over verkochte wedstrijden. De competitie werd georganiseerd door de officiële Indonesische voetbalbond (PSSI), maar een aantal voetbalclubs hadden zich uit protest in 2011 van die bond afgescheiden. Deze clubs hadden daarop het Komite Penyelamat Sepak Bola Indonesia (KPSI) opgericht. Deze onofficiële voetbalbond KPSI mocht met steun van de Aziatische voetbalbond en het Indonesisch Olympisch Comité vanaf 2011 wel het officiële voetbalkampioenschap van Indonesië organiseren, waarin de deelnemende clubs zich konden plaatsen voor de internationale toernooien. De officiële voetbalbond van Indonesië, PSSI, organiseerde van haar kant de Liga Primer (2011) en de Liga Prima (2012 en 2013), die allen ook wel Premier League genoemd werden. Tussen 2011 en 2013 bestonden er in Indonesië dus twee hoogste divisies. De spelers uit de officiële Super League werd verboden om met het Indonesisch elftal mee te doen, omdat die wel onder de PSSI viel. De wereldvoetbalbond FIFA accepteerde de gang van zaken niet en eiste eveneens eenheid binnen het Indonesische voetbal, met één competitie. Om sancties van de FIFA te ontlopen, werden de geschillen tussen de rivaliserende voetbalbonden bijgelegd en ontstond er weer één vernieuwde PSSI. Vanaf het seizoen 2014 werd er met de Super League wederom één competitie gespeeld.
Bij aanvang van het seizoen 2015 oordeelde het ministerie van Sport dat twee voetbalclubs niet aanmerking kwamen om te spelen, maar de PSSI weigerde om hen uit de competitie te halen. Vanwege inmenging van de overheid in voetbalzaken, werd de PSSI door de FIFA op 17 april 2015 op non-actief gesteld en het Indonesisch voetbalelftal uitgesloten van deelname aan internationale wedstrijden. Door de schorsing van de PSSI werd het seizoen 2015 afgebroken en kon er in 2016 geen officiële competitie worden georganiseerd. Om de clubs toch in competitieverband te laten voetballen, werd er in 2016 met de Indonesia Soccer Championship A eenmalig een officieus kampioenschap georganiseerd door een externe vereniging.
Op het FIFA-congres van 2016 werd de schorsing van de voetbalbond opgeheven, waarop er werd gewerkt aan een nieuwe professionele voetbalcompetitie. Nadat de interne problemen waren opgelost, werd in 2017 de Liga 1 opgericht. Sindsdien is de kampioen van de Liga 1 ook automatisch landskampioen van Indonesië.

## Indonesische landskampioenen

### Premier League –Galatama(1979–1994)
| Seizoen   | Kampioen                 | Uitslag | Vicekampioen                                                    |
| --------- | ------------------------ | ------- | --------------------------------------------------------------- |
| 1979/1980 | Warna Agung              |         | Jayakarta                                                       |
| 1980/1982 | Niac Mitra               |         | Jayakarta                                                       |
| 1982/1983 | Niac Mitra               | 3-2     | UMS 80                                                          |
| 1983/1984 | Yanita Utama             | 1-0     | Mercu Buana                                                     |
| 1984      | Yanita Utama             | 2-0     | UMS 80                                                          |
| 1985      | Krama Yudha Tiga Berlian | 1-0     | Arseto                                                          |
| 1986/1987 | Krama Yudha Tiga Berlian | 4-2     | Pelita Jaya                                                     |
| 1987/1988 | Niac Mitra               | 3-1     | Pelita Jaya                                                     |
| 1988/1989 | Pelita Jaya              | 2-1     | Niac Mitra                                                      |
| 1990      | Pelita Jaya              | 1-1     | Krama Yudha Tiga Berlian (Pelita Jaya won 4-2 na strafschoppen) |
| 1991/1992 | Arseto                   |         | Pupuk Kaltim                                                    |
| 1992/1993 | Arema Malang             |         | Pupuk Kaltim                                                    |
| 1993/1994 | Pelita Jaya              | 1-0     | Gelora Dewata                                                   |

### Premier Division –Divisi Utama(1994–2007)
| Seizoen | Kampioen               | Vicekampioen           |
| ------- | ---------------------- | ---------------------- |
| 1994/95 | Persib Bandung         | Petrokimia Putra       |
| 1995/96 | Bandung Raya           | PSM Makassar           |
| 1996/97 | Persebaya Surabaya     | Bandung Raya           |
| 1997/98 | Seizoen niet beëindigd | Seizoen niet beëindigd |
| 1998/99 | PSIS Semarang          | Persebaya Surabaya     |
| 1999/00 | PSM Makassar           | PKT Bontang            |
| 2001    | Persija Jakarta        | PSM Makassar           |
| 2002    | Petrokimia Putra       | Persita Tangerang      |
| 2003    | Persik Kediri          | PSM Makassar           |
| 2004    | Persebaya Surabaya     | PSM Makassar           |
| 2005    | Persipura Jayapura     | Persija Jakarta        |
| 2006    | Persik Kediri          | PSIS Semarang          |
| 2007    | Sriwijaya FC           | PSMS Medan             |

### Indonesia Super League (2008–2016)
| Seizoen | Kampioen               | Vicekampioen           |
| ------- | ---------------------- | ---------------------- |
| 2008/09 | Persipura Jayapura     | Persiwa Wamena         |
| 2009/10 | Arema Malang           | Persipura Jayapura     |
| 2010/11 | Persipura Jayapura     | Arema Malang           |
| 2011/12 | Sriwijaya FC           | Persipura Jayapura     |
| 2013    | Persipura Jayapura     | Arema FC               |
| 2014    | Persib Bandung         | Persipura Jayapura     |
| 2015    | Seizoen niet beëindigd | Seizoen niet beëindigd |
| 2016    | Seizoen niet beëindigd | Seizoen niet beëindigd |

### Liga Primer (2011)
| Seizoen | Kampioen       | Vicekampioen   |
| ------- | -------------- | -------------- |
| 2011    | Persebaya 1927 | Persema Malang |

### Premier League –Liga Prima(2011–2013)
| Seizoen | Kampioen        | Vicekampioen          |
| ------- | --------------- | --------------------- |
| 2011/12 | Semen Padang FC | Persebaya 1927        |
| 2013    | Pro Duta FC     | Persepar Palangkaraya |

### Soccer Championship A (2016)
| Seizoen | Kampioen           | Vicekampioen |
| ------- | ------------------ | ------------ |
| 2016    | Persipura Jayapura | Arema Cronus |

### Liga 1 (2017–heden)
| Seizoen | Kampioen        | Runner-Up          |
| ------- | --------------- | ------------------ |
| 2017    | Bhayangkara FC  | Bali United FC     |
| 2018    | Persija Jakarta | PSM Makassar       |
| 2019    | Bali United FC  | Persebaya Surabaya |